# Juan Dávila (actor)
Juan López Fernández-Dávila (showman, actor y cómico) es un cómico español nacido en Madrid.  

## Biografía
Abandonó su puesto de policía local en 2012 después de haber trabajado durante 6 años en la comisaría de Alcobendas, y tras terminar sus estudios en el Estudio Corazza para el Actor, empezó su trayectoria como cómico en vivo, en La Chocita del Loro de Gran Vía en Madrid. Después de haber grabado varios monólogos en Paramount Comedy, empezó una gira por España.
Interesado en el cine y la televisión, grabó su primera serie en el año 2013, con un personaje protagonista en la serie El incidente para Antena 3.
Después de obtener mucho éxito en teatros como showman y cómico en directo y con su compañía de Improvisación Improclan, de la que es fundador e intérprete, participó en varias obras de teatro como Todo irá bien, Yerma, Buffalo, Mucho ruido y pocas nueces, La señorita Julia y La voz dormida.
En su carrera audiovisual también ha trabajado en series como Sin identidad, Sabuesos, Acacias 38 o Érase una vez... pero ya no.

## Filmografía

### Programas de televisión
| Año  | Título           | Cadena    | Notas       |
| ---- | ---------------- | --------- | ----------- |
| 2023 | La Roca          | La Sexta  | Invitado    |
| 2023 | Me resbala       | Telecinco | Concursante |
| 2023 | Y ahora Sonsoles | Antena 3  | Colaborador |
| 2023 | 25 palabras      | Telecinco | Invitado    |
| 2023 | La última noche  | Telecinco | Colaborador |

### Series
| Año  | Título                      | Personaje                  | Cadena      | Notas       |
| ---- | --------------------------- | -------------------------- | ----------- | ----------- |
| 2015 | Sin identidad               |                            | Antena 3    | 1 episodio  |
| 2017 | El incidente                | Julián Ribero              | Antena 3    | 5 episodios |
| 2018 | Sabuesos                    | Salva                      | La 1        | 3 episodios |
| 2019 | Acacias 38                  | Baltasar «Tito» Lazcano    | La 1        | 6 episodios |
| 2020 | Las chicas del cable        | Teniente Ramírez           | Netflix     | 1 episodio  |
| 2022 | Érase una vez... pero ya no | Guardia Real 2 / Policía 2 | Netflix     | 4 episodios |
| 2023 | Bosé                        | Alfredo Fraile             | SkyShowtime | 1 episodio  |